# Trachyglanis minutus
Trachyglanis minutus är en fiskart som beskrevs av George Albert Boulenger 1902. Trachyglanis minutus ingår i släktet Trachyglanis och familjen Amphiliidae. IUCN kategoriserar arten globalt som otillräckligt studerad. Inga underarter finns listade i Catalogue of Life.